# Here Comes the Boom
Here Comes the Boom (traducible como Aquí viene el boom; conocida en España como Peso pesado y en Hispanoamérica como El maestro luchador) es una película cómica estadounidense de 2012 dirigida por Frank Coraci, escrita por Allan Loeb y Kevin James, y protagonizada por el mismo James. La película fue estrenada el 12 de octubre de 2012 en América del Norte.

## Argumento
Scott Voss (Kevin James), que en su época del instituto practicó la lucha colegial, ahora es un profesor de biología de 42 años en un instituto de franca decadencia. Los recortes presupuestarios en la escuela ponen en peligro la continuidad del programa de música del profesor Marty (Henry Winkler) que podría ser despedido. Scott, preocupado de la situación tanto por su colega como por sus estudiantes, intenta conseguir los 48.000 dólares necesarios para mantener vivo el programa de música. Al principio, trabaja como instructor de noche dando clases de ciudadanía. Uno de sus estudiantes, Niko (Bas Rutten), se acerca a él para conseguir un poco de tutoría entre clases y Scott acepta a regañadientes. Cuando Scott llega al apartamento de Niko, se da cuenta de que Niko era un antiguo peleador de artes marciales mixtas. Mientras ven un combate de UFC en el apartamento de Niko, Scott se entera de que el perdedor de la pelea recibe $10.000, lo que le da la idea de aumentar el dinero luchando como un peleador de AMM. Niko comienza a entrenarlo en defensa, y más tarde lo lleva a otro entrenador, Mark (Mark DellaGrotte), para entrenar el ataque. Mientras Mark entrena con Scott, Malia de la Cruz (Charice Pempengco), una de las estudiantes de Scott y miembro del grupo, ayuda a Niko en sus estudios para su examen de ciudadanía, poniendo la información en canciones. Scott, a continuación, comienza a pelear en las pequeñas peleas de AMM y ganando poco a poco una mayor cantidad de dinero para la escuela.
Scott, finalmente consigue una cita para cenar con la enfermera de la escuela, Bella (Salma Hayek) con la que comparte muchos momentos juntos mostrando mucho afecto por los demás, mientras que la pasión de Scott por la enseñanza se vuelve a encender. Mark se encuentra con Scott y le dice que le ofrecieron una pelea en el UFC por los $10.000 para perder, pero Niko rechazo la oferta. Cuando Scott se enfrenta airadamente a Niko, este se disculpa y le dice que la única razón por la que lo rechazó fue porque estaba celoso. Niko le cuenta a Scott su historia en la UFC en la que aceptó con entusiasmo, pero mientras entrenaba se lesionó el cuello y su carrera terminó. Scott y Niko aceptan la oferta. Scott y su pandilla viajan a Las Vegas, Nevada para su combate en el MGM Grand Garden Arena con la UFC. Una vez llega, se entera de que el profesor encargado de los fondos de los programas musicales ha desfalcado el dinero, tanto de las ganancias como de la escuela, es decir, todo su esfuerzo hasta ahora ha sido en vano. Sabiendo que puede obtener los 50.000 dólares si gana la pelea, intenta ganarla.
La publicidad del lento ascenso de Scott a la fama ha crecido, y la escuela ha viajado al evento para apoyarlo. El programa musical interpreta su canción representativa, y Marty le recuerda a Scott, que incluso si no gana, ha inspirado a los estudiantes, que es su verdadero propósito. Scott es el primero en salir al recinto para enfrentar a su oponente, el peligroso Ken Dietrich (Krzysztof Soszynski), él que sale enfurecido porque su oponente original fue cancelado y él se quedó con un hombre que "no merece" estar en UFC. Después de encontrar la inspiración de los estudiantes y de haber sido desorientado durante la 2ª ronda, Scott se las arregla para ganar la pelea de UFC, ganando así los $50.000 por su victoria. Bella baja corriendo a por Scott y estos se besan a través de las rejas de alambre del octágono.
En la escena final, Niko y todos los estudiantes de la clase de ciudadanía de Scott obtienen la ciudadanía estadounidense en la ceremonia de ciudadanía.

## Reparto
- Kevin James como Scott Voss.
- Henry Winkler como Marty.
- Salma Hayek como Bella.
- Bas Rutten como Niko.
- Gary Valentine como Eric Voss.
- Reggie Lee como Mr. de la Cruz.
- Greg Germann como director Becher.
- Charice Pempengco como Malia de la Cruz.
- Jason Miller como "Lucky" Patrick Murray.
- Mark Muñoz como Romero.
- Melissa Peterman como Lauren Voss.[5]
- Bruce Buffer como él mismo.
- Krzysztof Soszynski como Ken Dietrich.
- Satoshi Ishii como peleador de la feria.
- Sam Sohmer como él mismo.
- Mark DellaGrotte como él mismo.[6]
- Joe Rogan (comentarista de UFC) como él mismo.
- Mike Goldberg (comentarista de UFC) como él mismo.
- Herb Dean (árbitro de UFC) como él mismo.
- Wanderlei Silva (UFC) como él mismo.
- Chael Sonnen (UFC) como él mismo.
- Matthew Quintiere (UFC) como él mismo.
- Brian Stann (UFC) como él mismo.
- Rich Franklin (UFC) como él mismo.
- Danny Pérez Ramírez (boxeo) como él mismo.
- Mike Campbell (CES) como él mismo.
- Alex Karalexis (UFC) como él mismo.
- Jacob Duran (curador de cortes) como él mismo.
- Melchor Menor (kickboxer) como él mismo.
- Nicholas Turturro como Ref at Pier.

## Producción
La filmación comenzó el 28 de marzo de 2011 en los alrededores de Boston, Massachusetts. La filmación continúo el 25 de mayo de 2011, en Lowell y Quincy, Massachusetts, donde se volvió brevemente allí, a principios de junio de 2011.

## Banda sonora
- "Holly Holy" - versión de Neil Diamond y Charice donde se escucha en la película.
- "Bouncing off the Ceiling (Upside Down)" de A-Teens
- "Joker & the Thief" de Wolfmother
- "Optimus Bellum Domitor" de Sak, Williams y Welch
- "Boom" de P.O.D.
- "Spank" de Jimmy "Bo" Horne
- "James Brown Is Dead" de L.A. Style
- "New Noise" de Refused
- "Holly Holy" de Neil Diamond
- "Faithfully" de Jonathan Cain
- "Holly Holy (NSFW Remix)" de Neil Diamond ft. UltraLove
- "Pictures" de Joseph Anderson
- "I Stand Alone" de Godsmack
- "Doin' It Right (Delta Mix)" de Steve Azar
- "Face the pain" de Stemm

## Recepción
Here Comes the Boom tuvo una recepción mixta. En Rotten Tomatoes, tiene una puntuación de 38% basada en 89 reseñas con el consenso declarando: "Here Comes the Boom se beneficia de la genial presencia de Kevin James, pero la película no reparte suficientes risas para hacer honor a su título, o una trama lo suficientemente satisfactoria para hacer la diferencia."